# Streitkräfte Ghanas
Die Streitkräfte Ghanas (englisch Ghana Armed Forces) sind die Streitkräfte der Republik Ghana. Die Streitkräfte Ghanas bestehen aus Heer, Marine und Luftstreitkräfte. Das Verteidigungsministerium und das zentrale Hauptquartier haben ihren Sitz in Burma Camp bei Accra.
Der Oberbefehlshaber der Streitkräfte Ghanas ist der Präsident der Republik Ghana. Der Präsident ist außerdem der oberste militärische Befehlshaber der paramilitärischen Border Guard Unit. Die Streitkräfte werden weiterhin durch den jeweils gewählten Verteidigungsminister sowie dem berufenen Chef des Verteidigungsstabes geführt.
Das Waffeninventar der ghanaischen Streitkräfte ist ein Mix aus russischer, chinesischer und westlicher Ausrüstung. Die Spitzenlieferanten von Rüstungsgütern seit 2010 sind China, Deutschland, Spanien und Russland. Die Staatsausgaben für das Militär liegen bei 268 Millionen US-Dollar und haben damit einen Anteil von 0,4 Prozent des Bruttoinlandsprodukts.
Ghana ist Mitglied der Vereinten Nationen und engagiert sich seit mehreren Jahrzehnten bei UN-Friedensmissionen.

## Geschichte
Hauptartikel: Geschichte Ghanas

### Kolonialzeit und Weltkriege

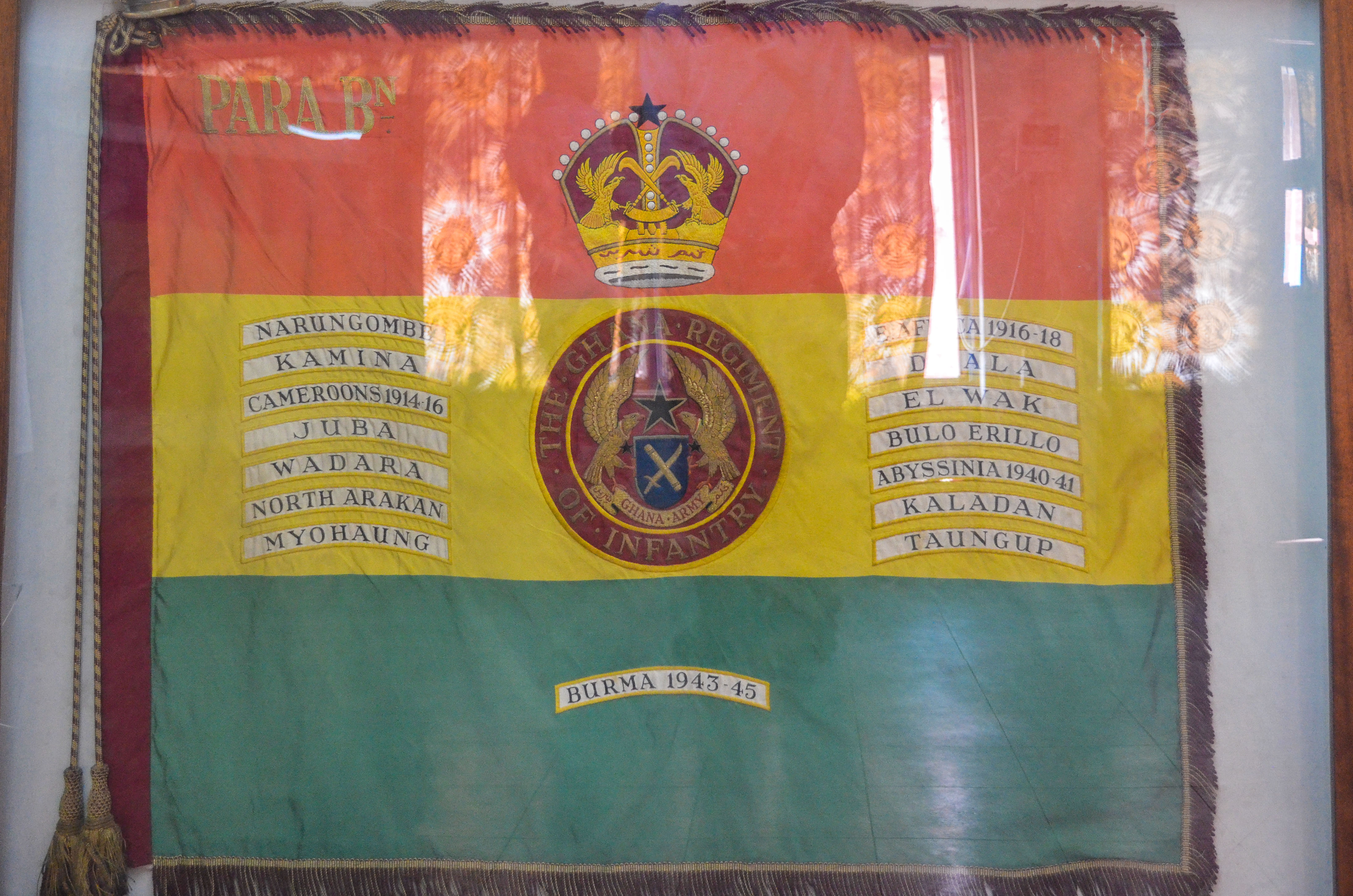
Regimentsfahne des Ghana-Regimentes mit Battle Honours des 1. und 2. Weltkrieges

Im Jahr 1879 wurde mittels Polizei-Personal aus dem südlichen Nigeria die Gold Coast Constabulary aufgestellt. Die Polizeitruppe sollte die innere Sicherheit aufrechterhalten und Polizeiaufgaben in der britischen Kronkolonie Goldküste durchführen. Unter diesem Deckmantel nahm die Polizeitruppe am vierten Aschanti-Krieg teil und erwarb die erste Battle Honour.
Die Gold Coast Constabulary wurde der Royal West African Frontier Force unter Leitung durch das Colonial Office unterstellt und im Jahr 1901 in Gold Coast Regiment umbenannt. Das Regiment stellte insgesamt fünf Bataillone während des Ersten Weltkrieges auf, welche während des Togo-Feldzuges und Ostafrika-Feldzuges eingesetzt wurden.
Während des Zweiten Weltkrieges stellte das Regiment neun Bataillone auf. Drei Bataillone nahmen als 24th (Gold Coast) Infantry Brigade in der 12th African Division am Ostafrikafeldzug unter dem Oberbefehl von Alan Cunningham teil und griffen von Kenia ausgehend Italienisch-Somaliland an. Nach der Besetzung von Mogadischu stießen die Truppen weiter in das äthiopische Tiefland (Ogaden) vor. Nach Abschluss des Feldzuges kehrte die Brigade nach Westafrika im Dezember 1941 zurück, wurde als 2nd (West African) Infantry Brigade neu strukturiert und neben der 5th (West African) Infantry Brigade (bestehend aus drei weiteren Bataillonen des Gold Coast Regiment) im Burmafeldzug eingesetzt.

### Unabhängigkeit und die Zeit der Militärputsche
Im Jahr 1957 wurde die Goldküste die erste schwarzafrikanische Nation, welcher die Unabhängigkeit von Großbritannien gewährt wurde. Als Konsequenz wurden alle Streitkräfte inklusive des Gold Coast Regiment von der Royal West African Frontier Force abgezogen. Mit dem Namenswechsel des neuen Staates in Ghana wurde das Regiment in Ghana Regiment umbenannt.
Das ghanaische Militär war in den drei Jahrzehnten nach der Unabhängigkeit Ghanas an mehreren Militärputschen beteiligt.

#### 1. Putsch 1966
Generalmajor Joseph Arthur Ankrah, ein im Jahr 1965 gechasster stellvertretender Stabschef der Armee, setzte am 24. Februar 1966 mittels Militärputsch den auf einer Auslandsreise in Vietnam befindlichen autoritär regierenden sozialistischen Präsidenten Kwame Nkrumah ab. Dieser Putsch wurde damit gerechtfertigt, die Regierung Kwame Nkrumahs habe Ghana in ein wirtschaftliches Chaos geführt und der Präsident selbst habe sich als eine Art sozialistischer Diktator am Staat bereichert. Angeblich hätte Ghana nach seiner Entlassung aus britischem Kolonialbesitz im Jahre 1957 gute Startbedingungen gehabt und Nkrumah habe das Land durch Fehlentscheidungen und Misswirtschaft zu Grunde gerichtet. In Konsequenz des Putsches wurden alle politischen Parteien verboten und das Parlament aufgelöst. Ankrah wurde Generalleutnant, Vorsitzender der achtköpfigen prowestlichen Junta National Liberation Council (NLC) und somit Staatsoberhaupt, bis er selbst aufgrund Korruption vom NLC abgesetzt wurde. Ankrahs Nachfolger wurde Generalleutnant Akwasi Afrifa. In der Amtszeit von Afrifa wurde eine neue Verfassung verabschiedet und das Verbot politischer Parteien aufgehoben. Afrifas Amtszeit endete am 7. August 1970, als das Land zu einer Zivilregierung zurückkehrte.

#### 2. Putsch 1972
Am 13. Januar 1972 leitete Oberst Ignatius Kutu Acheampong einen Militärputsch gegen Präsident Edward Akufo-Addo und dessen Premierminister Kofi Abrefa Busia. Die gestürzte Regierung hatte sich durch eine drastische Abwertung der Landeswährung Cedi unpopulär gemacht. Diese Maßnahme nahm Acheampong zurück und verkündete, künftig keine Auslandsschulden mehr zu bedienen. Das Parlament wurde aufgelöst und alle politischen Parteien verboten. Als Vorsitzender der Junta National Redemption Council (NRC) wurde er neues Staatsoberhaupt. Die Junta wurde am 9. Oktober 1975 in Supreme Military Council (SMC) umbenannt, wobei Acheampong Vorsitzender blieb und sich zum General beförderte.

#### 3. Putsch 1978
Generalleutnant Fred Akuffo, Generalstabschef des SMC, setzte der Herrschaft von Acheampong durch eine Palastrevolte am 5. Juli 1978 ein Ende und wurde neuer Vorsitzender des SMC. Acheampong wurde eine verfehlte Wirtschaftspolitik vorgeworfen und man verbannte ihn in seine Heimatstadt. Im Gegensatz zu seinem Vorgänger war Akuffo bereit mit dem Internationalen Währungsfonds zusammenzuarbeiten. Zu den Maßnahmen gehörte eine drastische Abwertung des Cedi, worüber die letzte Zivilregierung 1972 gestürzt war, sowie eine starke Reduzierung des Budgetdefizits. Unmittelbar nach seiner Machtübernahme ordnete er die Freilassung der meisten politischen Gefangenen an und versprach die Korruption, die der Militärregierung bislang vorgeworfen wurde, wirksam zu bekämpfen. Dazu wurde eine neue Verfassung und die Abhaltung von Wahlen im Juni 1979 zugesagt. Während einerseits die internationale Hilfe für Ghana wieder aufgenommen wurde verschlechterte sich die wirtschaftliche Lage des Landes zunächst weiter und Akuffos Regierung wurde mit Streiks und Demonstrationen konfrontiert.

#### 4. Putsch 1979
Am 4. Juni 1979 putschte eine Gruppe Junior-Offiziere unter der Führung des Hauptmann der Luftwaffe Jerry John Rawlings. Nach heftigen Kämpfen konnten die Putschisten die Oberhand gewinnen. Noch am gleichen Tag wurde über eine Radioansprache der SMC unter Fred Akuffo für abgesetzt erklärt und durch den Armed Forces Revolutionary Council (AFRC) ersetzt. Der AFRC erklärte, er habe keinerlei kommunistische Ambitionen und es werde zu keinen Änderungen in der bisherigen Außenpolitik kommen. Nach einem Zusammentreffen des AFRC mit den Führern der politischen Parteien und ihren Präsidentschaftskandidaten wurden für den 18. Juni Präsidentschaftswahlen in Ghana 1979 beschlossen. Nach den Wahlen kehrte das Land zu einer Zivilregierung zurück. Präsident Acheampong und Generalmajor Utuka wurden am 16. Juni 1979 durch ein Erschießungskommando exekutiert. Die Ex-Staatschefs Afrifa und Akuffo sowie vier weitere Generäle (Generalmajor Robert Kotei, Oberst Roger Felli, Vize-Marschall der Luftwaffe George Yaw Boakye und Konteradmiral Joy Amedume) am 26. Juni 1979 auf einem Truppenübungsplatz bei Teshie standrechtlich erschossen.

#### 5. Putsch 1981
Rawlings stürzte die im Juni 1979 gewählte Zivilregierung am 31. Dezember 1981, wurde Vorsitzender des Provisional National Defence Council und riss die Macht an sich. Regierung und Staatsrat wurden noch am gleichen Tag für abgesetzt erklärt, das Parlament aufgelöst, alle politischen Parteien verboten und die Verfassung von 1979 außer Kraft gesetzt. Ursprünglicher Antrieb für Rawlings’ Umtriebigkeit waren die Bekämpfung der Korruption und die Durchführung sozialistischer Reformen. 1985 bzw. 1986 vereinbarte er mit Burkina Fasos Präsident Thomas Sankara den vollständigen Zusammenschluss beider Staaten innerhalb von zehn Jahren, doch mit der Ermordung Sankaras scheiterte dieses Projekt einer Westafrikanischen Union 1987. Im Laufe der Zeit neigte Rawlings dann mehr einer marktwirtschaftlichen Ordnung zu. Auf wirtschaftlichem Gebiet konnte Ghana in seiner Amtszeit Erfolge vorweisen, kritisiert wurde er hingegen in der Frage der Menschenrechte. Die Herrschaft der Militärjunta unter Rawlings endete mit der Einführung der vierten Verfassung Ghanas mit einem Referendum in Ghana 1992. Der Militärherrscher Rawlings legte sein militärisches Amt nieder und wurde zum ersten Präsidenten der vierten Republik Ghanas zwischen 1992 und 2001 (Regierung Rawlings).

## Die militärische Führung
Das Militär in Ghana wird in Abschnitt 17 (Paragraph 210 bis 215) der Verfassung Ghanas geregelt. Grundsätzlich besteht nach der Verfassung das Militär in Ghana aus der Armee, der Marine und der Luftwaffe sowie aus Einheiten, die durch das Parlament eingerichtet werden. Außer dem Parlament ist keine Macht im Staate bemächtigt militärische Einheiten einzuberufen. Ausdrücklich wird der Armee lediglich die Rolle der Landesverteidigung zugewiesen und dem Präsidenten den Oberbefehl gegeben.

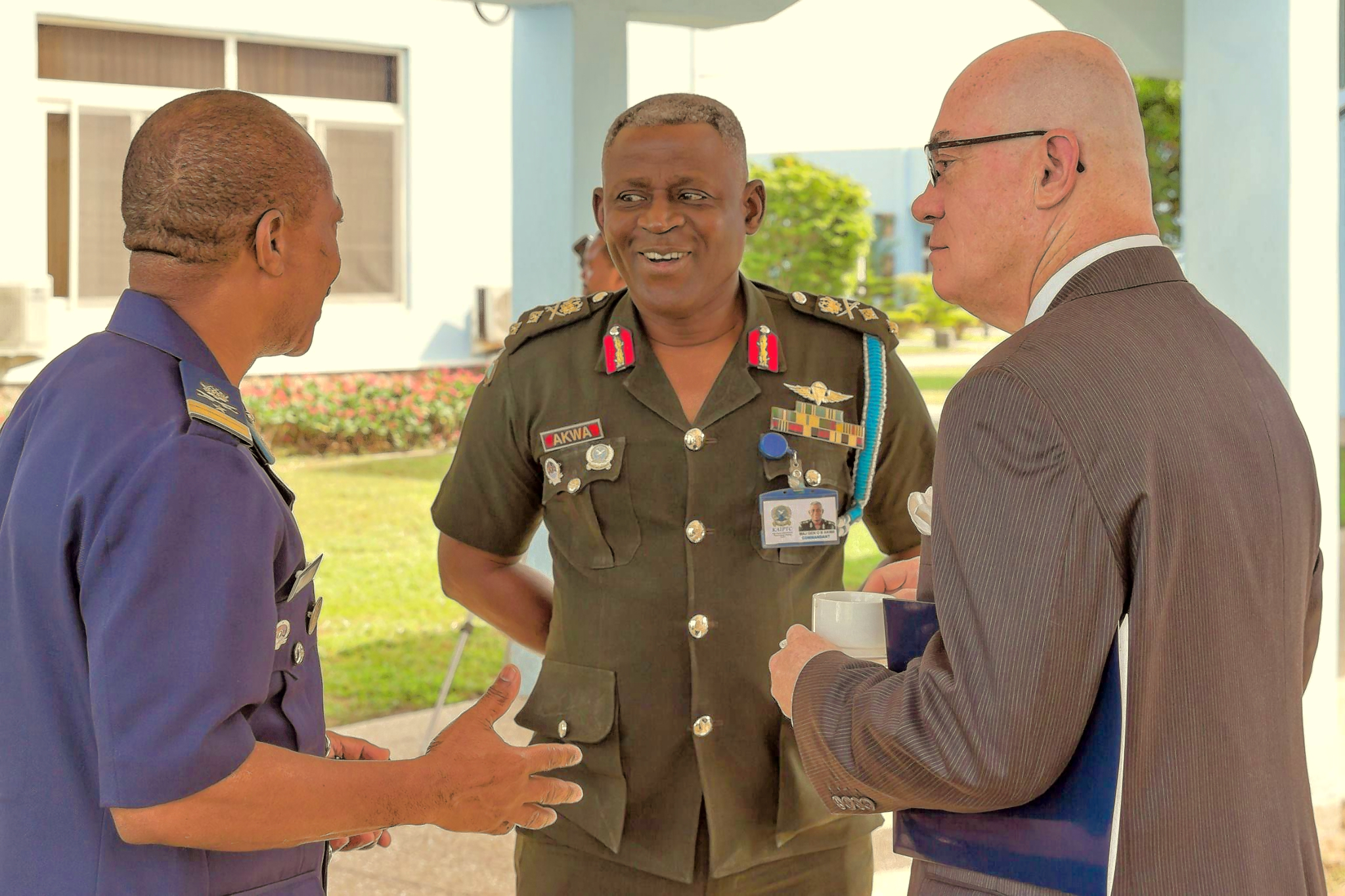
Chief of The Defence Staff Generalleutnant Obed Boamah Akwa

### Militärrat
Der Militärrat (Armed Forces Council) besteht aus folgenden Personen:
- der Vizepräsident
- der Minister für Verteidigung, der Außenminister und der Innenminister
- der Befehlshaber der Streitkräfte Ghanas (Chief of Defence Staff)
- die Befehlshaber der drei Teilstreitkräfte (Service Chiefs: Army, Navy, Air Force)
- ein erfahrener Unteroffizier
- zwei Personen, die durch den Präsidenten ernannt werden

Sowohl der Chief of Defence Staff als auch die Service Chiefs werden vom Präsidenten auf Vorschlag des Militärrates ernannt.
Der Militärrat soll den Präsidenten bei Fragen der Verteidigungsstrategien inklusive der Rolle des Militärs, dem Verteidigungsetat, den Finanzen, der Verwaltung und Ernennung von Offizieren ab dem Rang des Oberstleutnant oder eines entsprechenden Dienstgrad-Äquivalent beraten. Der Präsident kann seine Aufgaben gegenüber dem Militär grundsätzlich an den Militärrat übertragen oder an ein Mitglied des Militärrates.

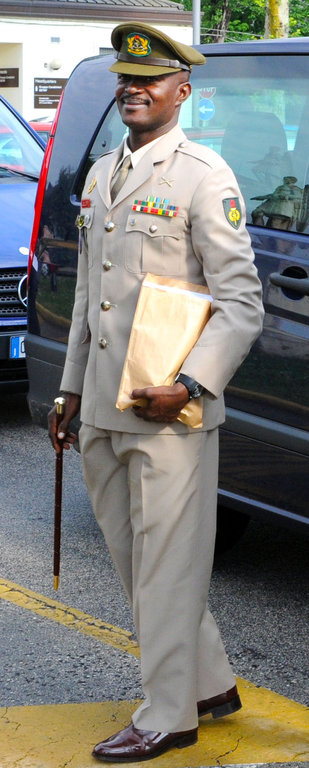
Ehemaliger Forces Sergeant Major der GAF Chief Warrant Officer Dickson Owusu

| 1. | Vizepräsident                              | Dr. Mahamudu Bawumia              |
| 2. | Verteidigungsminister                      | Dominic Nitiwul                   |
| 3. | Innenminister                              | Ambrose Dery                      |
| 4. | Außenminister                              | Shirley Ayorkor Botchway          |
| 5. | Chief of The Defence Staff (CDS)           | Vizeadmiral Seth Amoama           |
| 6. | Chief of The Army Staff (COAS)             | Generalmajor Thomas Oppong-Peprah |
| 7. | Chief of The Naval Staff (CNS)             | Konteradmiral Issah Adam Yakubu   |
| 8. | Chief of The Air Staff (CAS)               | Air Vice Marshal Frank Hanson     |
| 9. | Forces Sergeant Major*                     | Chief Warrant Officer Daniel Addo |
| 10. | Staatssekretär im Verteidigungsministerium | Dr. Evans Agbeme Dzikum           |
| 11. | Mitglied                                   | Brigadegeneral Robert O Sackey    |
| 12. | Mitglied                                   | Oberst Comfort Ankomah-Danso      |
| * Der Forces Sergeant Major ist die höchste Dienststellung eines Unteroffizier im ghanaischen Militär. |                                            |                                   |

### Generalstab
Der Vorsitzende, dessen Stabschef sowie die drei Stabschefs der Teilstreitkräfte und der Forces Sergeant Major bilden das Oberkommando der ghanaischen Streitkräfte.
| Posten                                    | Rang und Name                                      |
| ----------------------------------------- | -------------------------------------------------- |
| Chief of The Defence Staff (Vorsitzender) | Vizeadmiral Seth Amoama (GN)                       |
| Chief of The Army Staff                   | Generalmajor Thomas Oppong-Peprah (GA)             |
| Chief of The Naval Staff                  | Konteradmiral Issah Adam Yakubu (GN)               |
| Chief of The Air Staff                    | Air Vice Marshal Frederick Asare Kwasi Bekoe (GHF) |
| Forces Sergeant Major                     | Chief Warrant Officer Daniel Addo (GA)             |

## Struktur
Die Streitkräfte Ghanas sind folgendermaßen gegliedert:
- Streitkräfte Ghanas – Ghana Armed Forces
  -  Ghanaisches Heer – Ghana Army
  -  Ghanaische Marine – Ghana Navy
  -  Ghanaische Luftwaffe – Ghana Air Force
  - Ghana Armed Forces Command and Staff College (GAFCSC)
  - Military Academy and Training Schools (MATS)
  -  Kofi Annan International Peacekeeping Training Centre (KAIPTC)

Das Ghana Armed Forces Command & Staff College ist eine Führungsakademie und wurde 1963 mit dem Auftrag gegründet, Offiziere der ghanaischen Streitkräfte und alliierte Offiziere Afrikas in Kommando- und Personalverantwortung auszubilden. Im Laufe der Jahre hat die Hochschule Personal aus afrikanischen Schwesterstaaten aufgenommen und geschult. Aufgrund der Beteiligung der GAF seit 1960 an friedensunterstützenden Operationen, wurde die Entscheidung getroffen, den Umfang der vom GAFCSC durchgeführten Kurse zu erweitern. Das GAFCSC ist als Weltklasse-College und regionales Ausbildungszentrum nicht nur für Verteidigungs- und Militärstudien, sondern auch in den Bereichen Governance und Führung, internationale Politik, Verwaltung und Management sowie Krisen- und Konfliktmanagement bekannt. Dabei hat das College sowohl mit lokalen als auch mit internationalen Hochschulen zusammengearbeitet – der Universität von Ghana, dem Ghana Institute of Management and Public Administration (GIMPA), der Cranfield University (UK) und der Bradford-Universität (UK). Die Führungsakademie wird von einem Zwei-Sterne-General/Admiral geleitet.
Die Ghana Military Academy ist die Militärakademie der ghanaischen Streitkräfte und wurde 1960 gegründet. Die Akademie bietet Offizierskadetten der ghanaischen Armee, der ghanaischen Marine und der ghanaischen Luftwaffe eine militärische Grundausbildung an. Die Akademie hat ihren Sitz in Teshie.
Der Eintritt in die Akademie erfolgt durch Prüfung, und der Lehrplan umfasst militärische und allgemeine Fächer. Die Kursdauer für Armeekadetten beträgt zwei Jahre. Am Ende des ersten Halbjahres können einige Kandidaten ausgewählt werden, um ihr Studium an ausländischen Institutionen wie der Royal Military Academy Sandhurst in Großbritannien abzuschließen. Die Militärakademie bietet auch kurze Kurse in höherer militärischer Ausbildung für die Offiziere der drei Teilstreitkräfte an. Die besten Offiziere werden regelmäßig ausgewählt, um eine von mehreren anderen höheren Führungsakademien im Ausland zu besuchen.
Das Kofi Annan International Peacekeeping Training Centre ist eine Einrichtung zur Schulung von Streitkräften für internationale Friedenseinsätze und Fortentwicklung internationaler Friedenseinsätze westafrikanischer Truppen und wurde im Jahr 1998 gegründet. Im KAIPTC werden zivile, polizeiliche sowie militärische Einsatzkräfte für den Einsatz im Rahmen von internationalen Friedensmissionen ausgebildet. Die Einrichtung wurde nach dem ehemaligen UN-Generalsekretär Kofi Annan benannt. Das Ausbildungszentrum wird von einem Zwei-Sterne-General/Admiral geleitet.

## Landstreitkräfte

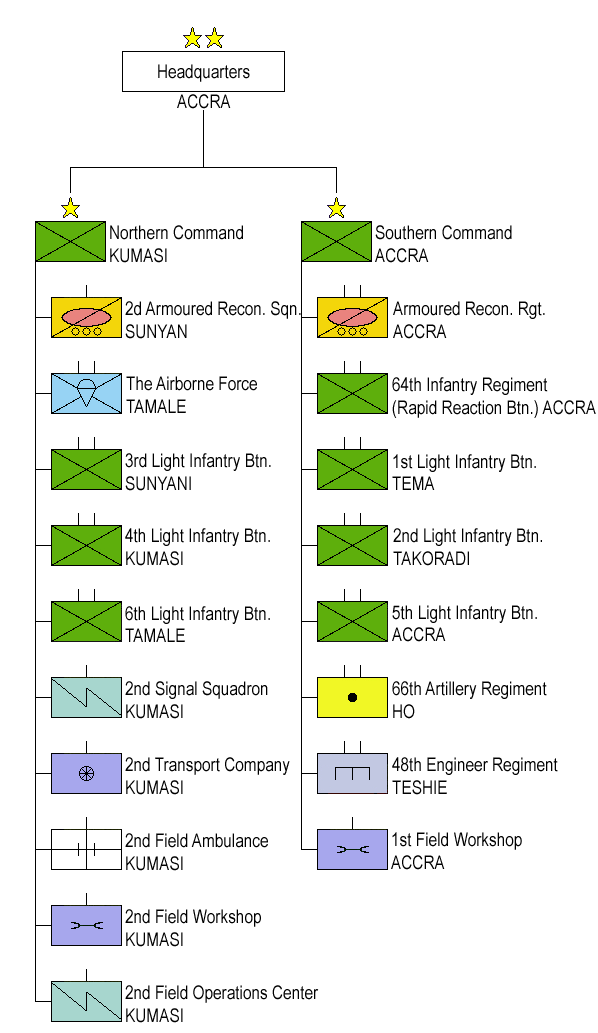
Struktur der Landstreitkräfte vor Aufstellung des Central Command

### Struktur seit 2000
Im März 2000 wurde die Führung der Landstreitkräfte Ghanas neu organisiert. Die bestehenden beiden Infanteriebrigaden wurden in ein Northern und Southern Command unterteilt. Später kam das Central Command hinzu und die Truppenteile wurden erneut zugeordnet.
Das Heer Ghanas umfasst derzeit 10.000 Soldaten und verteilt sich auf folgenden Einheiten:
- Hauptquartier (Accra)
  - Northern Command (Tamale)
    - 6. leichtes Infanteriebataillon
    - 69. Airborne Force
    - 155. gepanzertes Aufklärungsregiment

  - Central Command (Kumasi)
    - 3. leichtes Infanteriebataillon (Sunyani)
    - 4. leichtes Infanteriebataillon (Kumasi)
    - 154. gepanzertes Aufklärungsregiment (Sunyani)
    - 2. Fernmeldekompanie (Kumasi)
    - 2. Feldwerkstatt (Kumasi)
    - 49. Pionierregiment (Kumasi)
    - 2. Feldlazarett (Kumasi)
    - 2. Transportkompanie (Kumasi)
    - 2. Feldgefechtsstand (Kumasi)

  - Southern Command (Accra)
    - 1. leichtes Infanteriebataillon (Tema)
    - 2. leichtes Infanteriebataillon (Takoradi)
    - 5. leichtes Infanteriebataillon (Accra)
    - 64. Infanterieregiment (Accra)
    - 153. gepanzertes Aufklärungsregiment (Accra)
    - 66. Artillerieregiment (Ho)
    - 48. Pionierregiment (Teshie)
    - 1. Feldwerkstatt (Accra)
    - 1. Transportbataillon (Accra)

Das Heer Ghanas verfügt somit derzeit über drei unterschiedliche Infanterieverbände:
- Ghana Regiment – Der Hauptbestandteil des Heeres sind die sechs leichten Infanteriebataillone des Ghana Regimentes.
- Luftlandetruppen – Die Luftlandetruppen sind ein Infanterieverband in der Größe eines Bataillons, welches sich aus im militärischen Fallschirmsprung ausgebildete Kompanien zusammensetzt.
- 64. Infanterieregiment – Das 64. Infanterieregiment ist eine im Kommandokampf geschulte schnelle Eingreiftruppe.

### Struktur bis 2000
Bis zum März 2000 gliederte sich das Heer Ghanas in zwei Infanteriebrigaden und einer Unterstützungsbrigade.
- 1st Infantry Brigade (Teshie)
- 2nd Infantry Brigade (Kumasi)
- Support Services Brigade (Burma Camp) (bis 1996)

Im Jahr 1996 wurde die Support Services Brigade reorganisiert – die Leitung wurde vom Heer zum Oberkommando der Streitkräfte übertragen. Folgende Einheiten waren in dieser Brigade organisiert: 49. Pionierregiment, Militärpolizei, Fernmelderegiment, Zahlstelle, 37. Militärkrankenhaus, Transportbataillon, Munitions- und Versorgungsdepots, Streitkräfte-interne Druckerei, Feuerwehr, Band, Bildungseinrichtungen, Logistikstützpunkte, Museum.

### Ausstattung
Das Heer nutzt importierte Handfeuerwaffen aus Deutschland (HK G3, MG3) und den USA (Colt M4, CAR-15, M16A2, M60), Mörsern der Kaliber 81 mm bis 120 mm, Rohr- und Raketen-Artillerie (122 mm) und Panzerabwehrhandwaffen vom Typ FFV Carl Gustaf und RPG-7.
Zur lokalen Produktion von Ausrüstungsteilen wie Uniformen dient die Defence Industries Holding Company (DIHOC).
Mit dem israelischen Rüstungskonzern Elbit Land Systems wurde im Oktober 2020 ein Vertrag über eine Lieferung von 19 Radpanzern geschlossen. Hierbei sollen 10 Spähpanzer (6x6) und 9 Schützenpanzer (8x8) ausgeliefert werden.

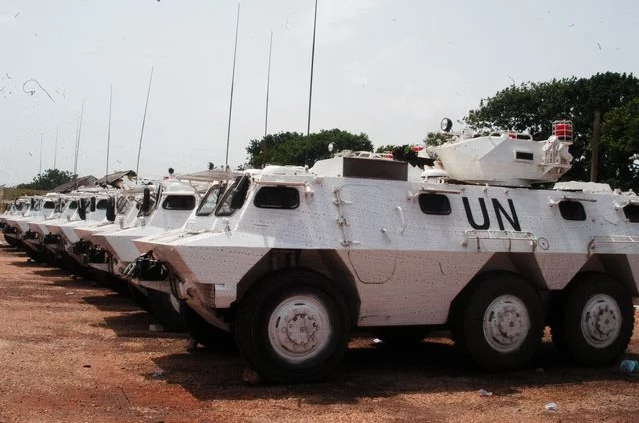
ghanaische Transportpanzer vom Typ WZ-523

| Fahrzeug             | Herkunft                     | Typ                  | Anzahl | Version                   |
| -------------------- | ---------------------------- | -------------------- | ------ | ------------------------- |
| Mowag Piranha        | Schweiz                      | Schützenpanzer       | 63     | Piranha I (4x4, 6x6, 8x8) |
| Ratel                | Südafrika                    | Schützenpanzer       | 15 24  | Ratel-20 Ratel-90         |
| WZ-523               | Volksrepublik China          | Transportpanzer      | 86     | 4 in Sanitätsvariante     |
| Alvis Tactica        | Vereinigtes Königreich       | Geschütztes Fahrzeug | 20     |                           |
| Hunter LSV           | Südafrika                    | Mehrzweckfahrzeug    | 12     |                           |
| Maverick             | Südafrika                    | Geschütztes Fahrzeug | 9      |                           |
| Otokar Cobra         | Türkei                       | Geschütztes Fahrzeug | 73     | Cobra I/II                |
| International MXT-MV | Vereinigte Staaten           | Geschütztes Fahrzeug | 70     | Husky TSV                 |
| STREIT Group Typhoon | Vereinigte Arabische Emirate | MRAP                 | 50     | GSS-300                   |
| Casspir              | Südafrika                    | MRAP                 | 4      | Rinkhals Ambulance        |
| EE-9 Cascavel        | Brasilien                    | Spähpanzer           | 3      |                           |
| Sherpa Light         | Frankreich                   | Geschütztes Fahrzeug | 2      |                           |

## Luftstreitkräfte

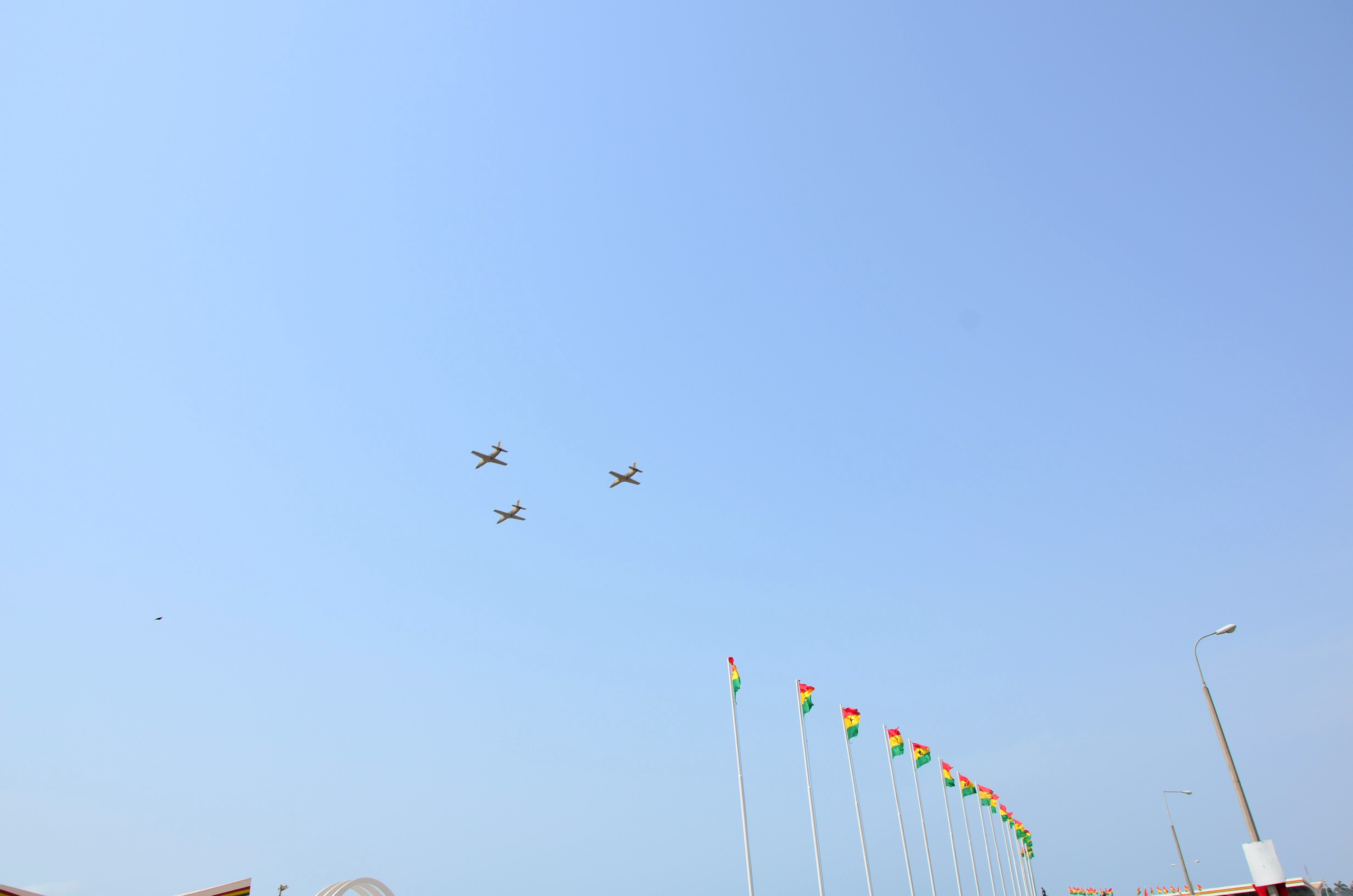
Flugzeuge der Ghana Air Force vom Typ Hongdu über Accra am 6. März 2011

Die ghanaische Luftwaffe (engl.: Ghana Air Force, abgekürzt GHF) verfügt über eine Stärke von ca. 2.000 Mann und hat ihr Hauptquartier sowie eine Hauptversorgungsbasis bei Accra. Bei Tamale befindet sich eine Ausbildungs- und Kampfbasis, in Takoradi eine Ausbildungsbasis und in Kumasi eine Versorgungsbasis.
Der Auftrag der GHF besteht in der Aufstandsbekämpfung sowie in der Bereitstellung logistischer Unterstützung des ghanaischen Heeres.

### Flugzeuge

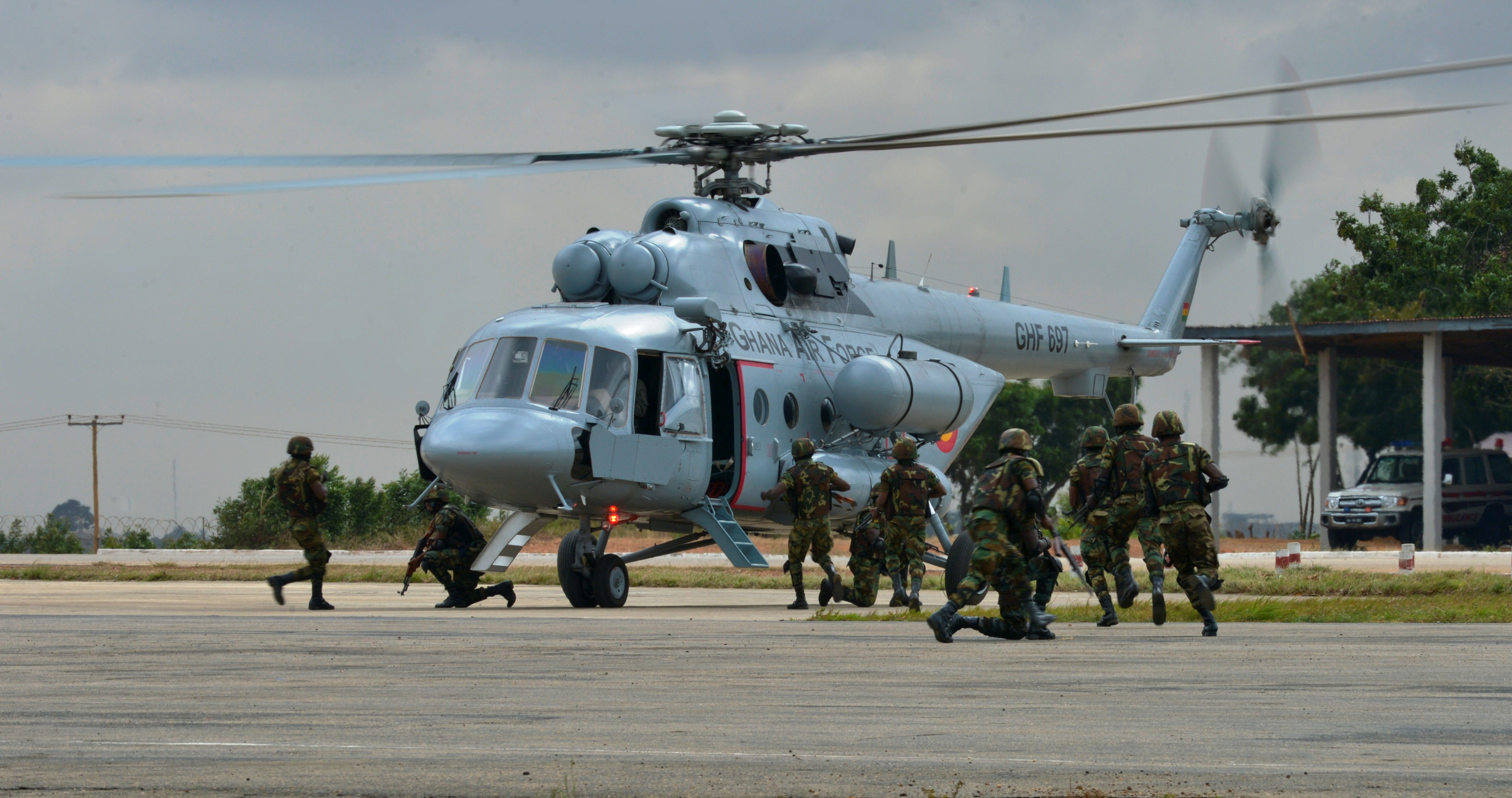
Ein Spezialkommando der Ghana Air Force vor einem Hubschrauber vom Typ Mil Mi-17 in Accra am 21. August 2013

Stand: 2022
| Luftfahrzeuge                | Herkunft                      | Verwendung                                  | Version          | Aktiv | Bestellt | Anmerkungen             |
| ---------------------------- | ----------------------------- | ------------------------------------------- | ---------------- | ----- | -------- | ----------------------- |
| Hongdu K-8 Karakorum         | Volksrepublik China/ Pakistan | Leichtes Erdkampfflugzeug Schulungsflugzeug | K-8G             | 4     |          |                         |
| Diamond DA42 Twin Star       | Österreich                    | Aufklärungsflugzeug Schulungsflugzeug       | DA42 MPP DA42 NG | 2 1   |          |                         |
| CASA C-295                   | Spanien                       | Transportflugzeug                           | C-295M           | 3     |          |                         |
| Dassault Falcon 900          | Frankreich                    | VIP-Transportflugzeug                       | 900EX Easy       | 1     |          | Transport der Regierung |
| Embraer EMB 314 Super Tucano | Brasilien                     | Nahunterstützungsflugzeug                   |                  |       | 9*       | *Beschaffung geplant    |
| Aero L-39                    | Tschechoslowakei              | Schulungsflugzeug                           | L-39NG           |       | 6        |                         |

### Hubschrauber
Stand: 2022
| Luftfahrzeuge | Herkunft            | Verwendung                     | Version       | Aktiv | Bestellt | Anmerkungen          |
| ------------- | ------------------- | ------------------------------ | ------------- | ----- | -------- | -------------------- |
| Mil Mi-35     | Russland            | Kampfhubschrauber              |               |       | 1 + 3*   | *Beschaffung geplant |
| Mil Mi-8      | Russland            | Mehrzweckhubschrauber          | Mil Mi-17/171 | 6     |          |                      |
| Harbin Z-9    | Volksrepublik China | Mehrzweckhubschrauber          | Z-9EH         | 4     |          |                      |
| Bell 412      | Vereinigte Staaten  | Leichter Mehrzweckhubschrauber | 412SP         | 1     |          |                      |

## Seestreitkräfte

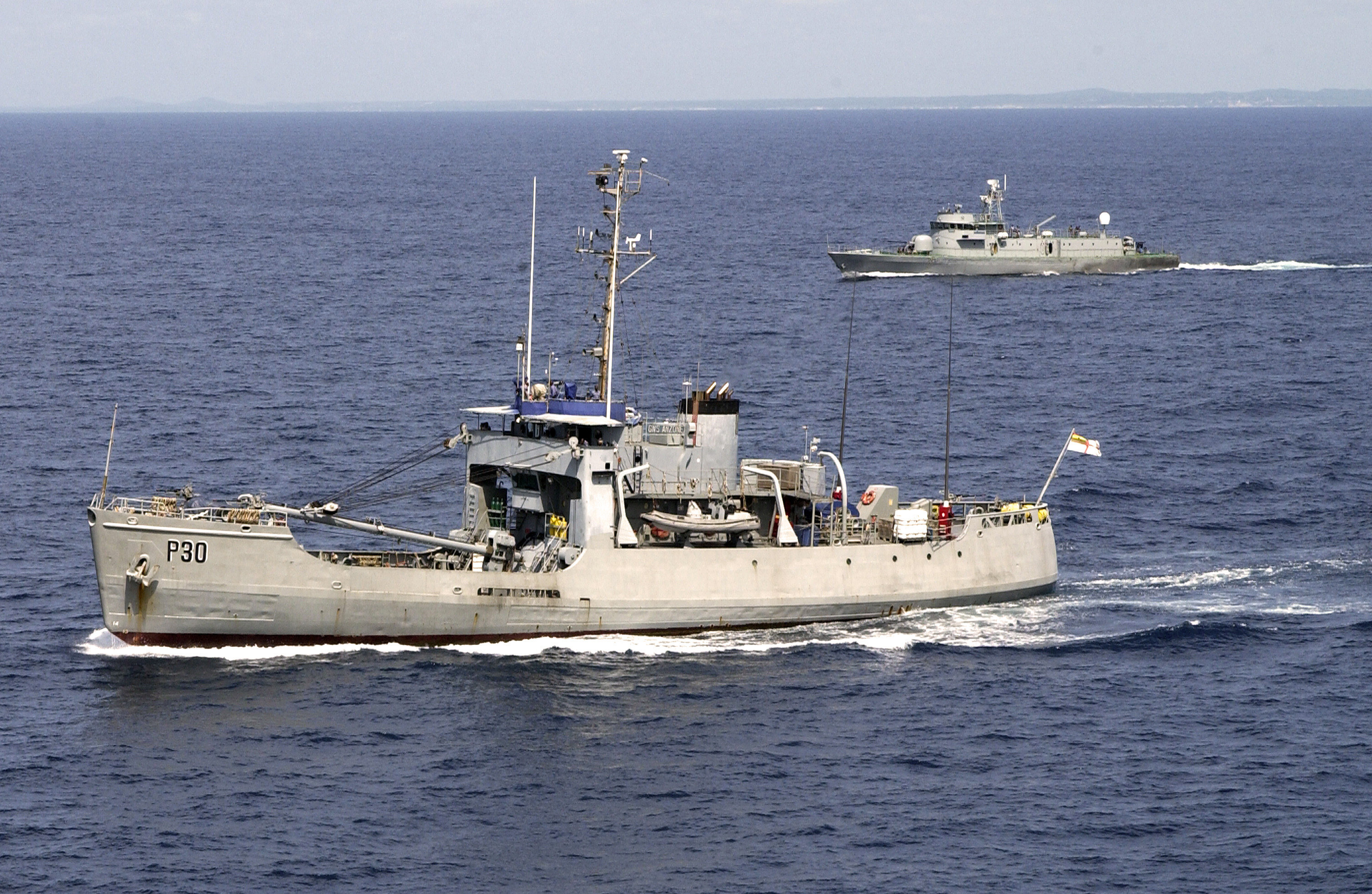
Ghanaische Patrouillenboote

Die Ghanaische Marine (Ghana Navy, GN) schützt die Hoheitsgewässer Ghanas im Inland (Volta-See), die Fischereiinteressen sowie die ausschließliche Wirtschaftszone im Atlantik. Der GN obliegt außerdem die logistische Unterstützung von ghanaischen Friedenstruppen in Afrika, die Bekämpfung von maritimen kriminellen Aktivitäten wie Piraterie, die Durchführung von humanitären Hilfseinsätzen bei Katastrophen und die Evakuierung von ghanaischen Staatsbürgern aus Krisenregionen.
Im März 2000 wurde die Führungsebene der Marine Ghanas neu organisiert und in ein Eastern Command mit Hauptquartier in Tema sowie ein Western Command mit Hauptquartier in Sekondi-Takoradi unterteilt. Im Oktober 2020 wurde das Naval Training Command (NAVTRAC) in Nutekpor-Sogakope in der Volta Region aufgestellt.
Zurzeit weist die Marine eine Truppenstärke von ca. 2.000 Soldaten auf.

## Internationale Friedensmissionen
In einer Vielzahl von internationalen Friedensmissionen sind Truppen abgeordert worden. So etwa in folgenden Friedensmissionen der Vergangenheit und laufende Missionen:
- United Nations Mission in Ethiopia and Eritrea (UNMEE)-(Mission der Vereinten Nationen in Äthiopien und Eritrea)
- United Nations Mission in Liberia (UNMIL)-(Mission der Vereinten Nationen in Liberia)
- United Nations Mission in Sierra Leone (UNAMSIL)-(Mission der Vereinten Nationen in Sierra Leone)
- Mission des Nations Unies pour l’organisation d’un référendum au Sahara occidental (MINURSO)-(Mission der Vereinten Nationen für das Referendum in Westsahara)
- Mission de l’Organisation des Nations Unies en République Démocratique du Congo (MONUC)-(Mission der Vereinten Nationen in der Demokratischen Republik Kongo)
- United Nations Operation in Burundi (ONUB)-(Mission der Vereinten Nationen in Burundi)
- Opération des Nations Unies en Côte d’Ivoire (ONUCI)-(Mission der Vereinten Nationen in der Elfenbeinküste)
- Interimstruppe der Vereinten Nationen in Libanon (UNIFIL)
- United Nations Interim Administration Mission in Kosovo (UNMIK)-(Mission der Vereinten Nationen im Kosovo)

Das Kofi Annan International Peacekeeping Training Centre (KAIPTC) wurde in der Nähe von Accra eingerichtet und dient der Ausbildung und Schulung von Personal für den Friedenseinsatz. Jährlich werden hier etwa 1000 Personen aus dem Militär, der Polizei oder Justiz aus Ghana und anderen westafrikanischen Ländern in der Durchführung von Friedensmissionen weitergebildet. Als Referenten sind in Friedensmissionen erfahrene Einsatzkräfte aus aller Welt tätig. Im Jahr 2002 wurde dieses Friedenszentrum unter Teilnahme des damaligen Bundeskanzlers Gerhard Schröder eröffnet.